# Zielbaumverfahren
Das Zielbaumverfahren ist eine auf die Umrechnung von Werten ausgerichtete Form einer Nutzwertanalyse.

## Verwendung
Bei der Marktwertermittlung von Immobilien kann es angewendet werden als Spezialform des indirekten Vergleichswertverfahrens. Teilweise ist es in diesem Zusammenhang auch als „Wohnwertverfahren“ bekannt.
Bei der Ermittlung der Wertminderung einer Immobilie durch (nicht behebbare) Baumängel zielt es darauf, diese neutral und nachvollziehbar zu bewerten. Das Verfahren wurde erstmals 1978 von Aurnhammer beschrieben und wird von deutschen Gerichten anerkannt.
Bei der Bestimmung von Mieten kann es sowohl zur Ermittlung einer angemessenen Mietpreisminderung wegen Mängeln oder zur Spanneneinordnung verwendet werden – wenn zu einem Mietspiegel keine Spanneneinordnung vorgegeben ist oder diese angezweifelt wird.

## Vorgehen
Die Zielbaummethode bildet ein hierarchisches System, in dem über mehrere Ebenen einer Haupteigenschaft weitere Untereigenschaften zugeordnet werden können. Dabei wird eine Gewichtung der Untereigenschaften vorgenommen, die jedoch stets von der Betrachtungsweise des Bewertungsobjektes abhängig ist. So ist es von der Verwendung abhängig, wie wichtig es ist, ob ein Haus schön oder funktionell ist.
Es existieren verschiedene Darstellungsformen, von einer Punkteverteilung mit einer auf allen Ebenen insgesamt stets gleichen Punktezahl und einer Prozentverteilung, bei der jedes Teilziel bei seiner weiteren Aufteilung wieder einem Wert von 100 Prozent gleichgesetzt wird.
Bei einer prozentualen Betrachtung hat die Summe aller Eigenschaften stets einen Wert von 100 % für die optimale Erfüllung aller Eigenschaften. Durch die Multiplikation der Wertanteile einer untergeordneten Ebene mit einer übergeordneten Ebene kann man dann das Gewicht einer einzelnen Eigenschaft ins Verhältnis zum Ganzen setzen.
Bei einem Ansatz von Minderungen lassen sich ihre Auswirkungen auf einen Maximalwert auch direkt bestimmen. Es ist jedoch zu beachten, dass der Minimalwert einer Wertespanne nie unterschritten werden darf. Mathematisch wird dies dadurch berücksichtigt, dass der Spannenunterwert vom Spannenoberwert zunächst abgezogen wird, der Betrag mit dem ermittelten Prozentwert multipliziert und zusammen schließlich den Vergleichswert des Bewertungsgegenstandes bildet.
Inhaltlich ist bei der Bestimmung der optimalen und minimalen Eigenschaften eines Objektes darauf zu achten, dass sie tatsächlich der zu bewertenden Spanne entsprechen. Doch je mehr Eigenschaften zu berücksichtigen sind, umso unwahrscheinlicher ist es, dass der finanzielle Maximalwert einem Optimum von 100 % oder umgekehrt ein Spannenunterwert einem Minimum von 0 % entspricht. Soll also das Bewertungsergebnis einem finanziellen Wert zugeordnet werden, ist darauf zu achten, dass die Einordnung der Spannenober- und -unterwerte nach den gleichen Maßstäben erfolgt ist. Die abschließende Zuordnung erfolgt dann über lineare Interpolation.

## Besonderheiten
Bei der Ermittlung von Verkehrswerten ist zu beachten, dass sich die Gewichtungen nicht nur abhängig von der Art des Objektes, sondern auch von der Bandbreite der in einer Spanne erfassten Vergleichsobjekte ändern. Es kann somit keine fixe Prozentverteilung angesetzt werden. Das Verfahren bleibt dennoch konform mit der Wertermittlung nach der Immobilienwertermittlungsverordnung, wenn es lediglich dazu herangezogen wird, die aus Preisen tatsächlicher Kauffälle gebildete Spanne zu interpretieren.
Bei der Bewertung von Baumängeln führen nicht alle Mängel auch zu einem Minderwert. Insbesondere Bagatellschäden sind hinzunehmen.
Das Zielbaumverfahren ist mindestens zur Hälfte von den Entscheidungen, Wertansätzen und Werturteilen des Wertermittlers bzw. Anwenders geprägt und besteht damit nur zu einem Teil aus rein rechnerischen bzw. schematischen Abläufen. Damit stellt das Verfahren besonders hohe Anforderungen an den Sachverstand, die Erfahrung, die Marktkenntnis und die Unvoreingenommenheit des Wertermittlers. Dadurch ist das Zielbaumverfahren maßgeblich durch die fachliche Kompetenz seines Anwenders geprägt und bietet im Vergleich zu den herkömmlichen (normierten) Bewertungsverfahren wenig Möglichkeiten einer sachgerechten Anwendung ohne das nötige Fachwissen.
Es ist grundsätzlich nicht möglich, dieses Verfahren so sicher zu gestalten, dass seine Ergebnisse in jedem Fall genau dem „allgemeingültigen“ (Verkehrs-)Wert entsprechen. Bei der konsequenten Anwendung und Einhaltung der Vorgaben und Rahmenbedingungen des Verfahrens und vor allem mit der nötigen fachlichen Kompetenz ist das Zielbaumverfahren eine Möglichkeit, Wertansätze und Bewertungsergebnisse detaillierter und plausibler darzustellen. Besonders bei Problemstellungen, die ein Ergebnis nur unter Verwendung schlecht begründbarer und kaum nachvollziehbarer Pauschalansätze ermöglichen, bietet das Zielbaumverfahren Möglichkeiten, eine Wertermittlung gehaltvoller bzw. plausibler zu gestalten. Zahlreiche Praxisanwendungen und Gerichtsurteile bestätigen die Einsatzmöglichkeiten des Verfahrens.